# Erich Renz
Pater Erich Renz OFM (* 23. Dezember 1937 in Saulgau, Oberschwaben) ist seit 1970 als Missionar der Franziskaner im brasilianischen Bundesstaat Mato Grosso tätig. Im Rahmen seiner Missionsarbeit entstanden zahlreiche soziale, infrastrukturelle und seelsorgerische Projekte. Er ist Autor eines dreibändigen Predigtvorlagenwerkes.

## Leben
Erich Renz trat am 23. April 1958 in den Franziskanerorden ein. Am 19. Juli 1971 reiste er von Deutschland nach Brasilien und wirkt seitdem in der Franziskanerkustodie von Mato Grosso und Mato Grosso do Sul.
Von 1973 bis 1982 arbeitete er als Pfarrer in Rondonópolis. Danach war er bis 1995 als Pfarrer in Itaporá tätig, wo er das Kinderprojekt São Francisco de Assis begründete, in dem über 180 Kinder betreut werden. Bis 2009 war er Pfarrer in Rio Brilhante.

## Ehrungen
Am 16. September 2003 erhielt Pater Erich Renz im Stadtschloss zu Fulda den mit 10.000 Euro dotierten Winfried-Preis für Völkerverständigung und Frieden, der ihm durch das Bistum und die Stadt Fulda für sein herausragendes pastorales und soziales Wirken in Brasilien zugesprochen wurde. In der Laudatio wurden insbesondere sein Projekt zur Rehabilitation von drogenabhängigen Jugendlichen und seine vielfältigen Anstrengungen im Bereich des sozialen Wohnungsbaus und des Aufbaus eines produktiven Genossenschaftswesens gewürdigt. Im Jahr 2003 wurde ihm das Bundesverdienstkreuz am Bande verliehen.

## Projekte (Auswahl)
- Portiuncula-Projekt: Bau von 100 Häusern für arme Familien und Aufbau entsprechender Infrastruktur durch den unentgeltlichen Einsatz Saulgauer Handwerker
- Aufbau einer Imkereigenossenschaft, einer Solarkocherproduktion und einer Armenschule
- Fazenda d'esperanza-Projekt: Rehabilitations- und Ausbildungsangebot für drogenabhängige Jugendliche, dessen Konzept inzwischen auch durch Franziskaner in Deutschland umgesetzt wird

Unterstützt wird er in seiner Arbeit unter anderem durch die Kolpingsfamilie Bad Saulgau, Weihbischof Thomas Maria Renz und die Klöster Sießen und Frauenberg.